# 马洛伊·山多尔
桑多·馬芮（1900年4月11日—1989年2月22日），匈牙利记者、诗人、作家。他成名于1930年代，在苏联占领匈牙利后被迫流亡。1989年，他在孤独中于美国圣地亚哥开枪自杀。1990年代中期，意大利出版商意外发现了马劳伊的著作，大为赏识，遂购得版权出版。后来美国諾夫出版社又出版了英译本。2002年，《馀烬》英译本一出版就成为畅销书。
他的日记在匈牙利广为人知。

## 生平

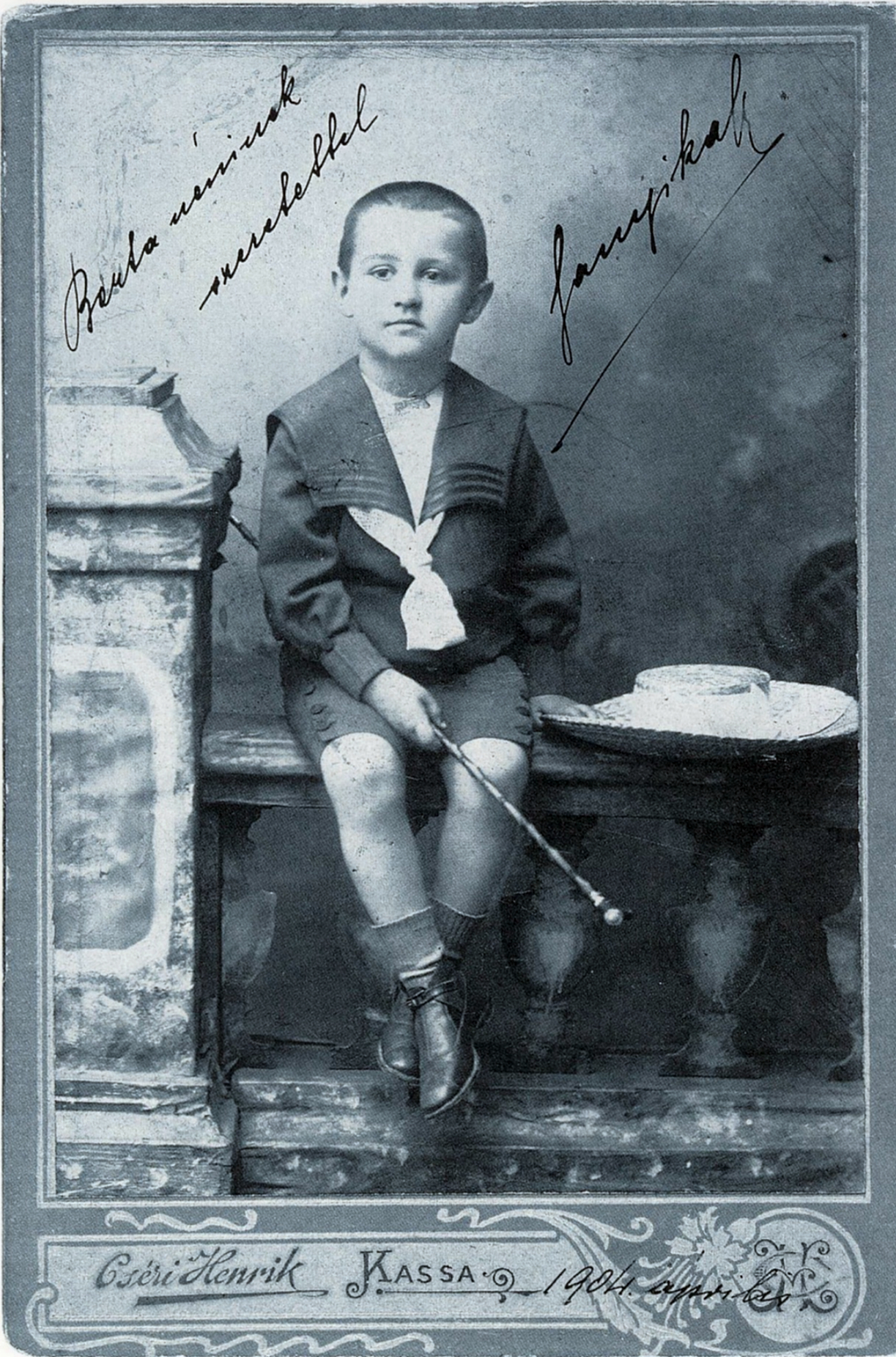
1904年时年4岁的马洛伊

马洛伊于1900年4月11日生于奥匈帝国卡绍。通过其父系血统，他成为了匈牙利贵族奥尔萨格家族的一员。1919年，他成为匈牙利苏维埃共和国的一名狂热支持者，参加记者工作。他加入匈牙利共产党，成为“共产主义作家积极分子和反民族团体”的创始人。匈牙利苏维埃共和国垮台后，他的家人觉得离开这个国家更安全，于是他在莱比锡继续自己的学业。马洛伊曾在法兰克福、柏林和巴黎旅行和生活，并短暂地考虑过用德语写作，但最终选择了他的母语匈牙利语来写作。在《一个公民的自白》（匈牙利語：Egy polgár vallomásai）中，马洛伊将母语与国家本身的概念等同起来。1928年，他定居于布达佩斯克里斯蒂娜城。20世纪30年代，他以一种精确明晰的现实主义风格闻名。他是首个为弗朗茨·卡夫卡的作品写评论的人。
马洛伊对第一次与第二次维也纳仲裁裁决十分热衷
。其中作为纳粹德国和意大利王国仲裁的结果，捷克斯洛伐克和罗马尼亚不得不归还匈牙利在特里亚农条约中失去的部分领土，包括其家乡卡绍。尽管如此，马洛伊还是对纳粹主义持强烈批评态度。
马洛伊著有46部著作。他1942年的著作《馀烬》，原标题意为“燃至根底的蜡烛”，表达了对过去奥匈帝国多民族、多元文化社会的怀念，让人想起约瑟夫·罗特的作品。2006年，克里斯多夫·漢普頓为这部小说创作的舞台剧在伦敦上演。
他也不喜欢二战后夺权的共产主义政权，并于1948年离开匈牙利。在意大利生活了一段时间后，马洛伊定居在美国圣地亚哥，于1951年至1968年加入自由欧洲电台。他对西方国家没有帮助1956年匈牙利革命感到非常失望。
此后他继续用母语写作，但直到20世纪90年代中期才出版英文作品。像其他匈牙利作家和政治家的回忆录一样，他的《地球！地球！》（匈牙利語：Föld! Föld!）于1971年首次在西方出版，该书于1956年后的卡达尔执政年代无法在匈牙利出版。这本回忆录的英文版于2001年在他死后出版。1986年妻子去世后，马洛伊越来越与世隔绝。1987年，他身患晚期癌症，在失去养子亚诺什后，他的抑郁症进一步恶化。1989年，他在圣地亚哥对准头部开枪自杀，留下三个孙女。
他的作品在匈牙利之外基本上被遗忘了，直到近年才被“重新发现”，并以法语、波兰语、加泰罗尼亚语、意大利语、英语、德语、西班牙语、葡萄牙语、保加利亚语、捷克语、斯洛伐克语、丹麦语、冰岛语、韩语、立陶宛语、荷兰语、乌尔都语和其他语言重新出版，现在被认为是20世纪欧洲文学经典的一部分。

## 画廊

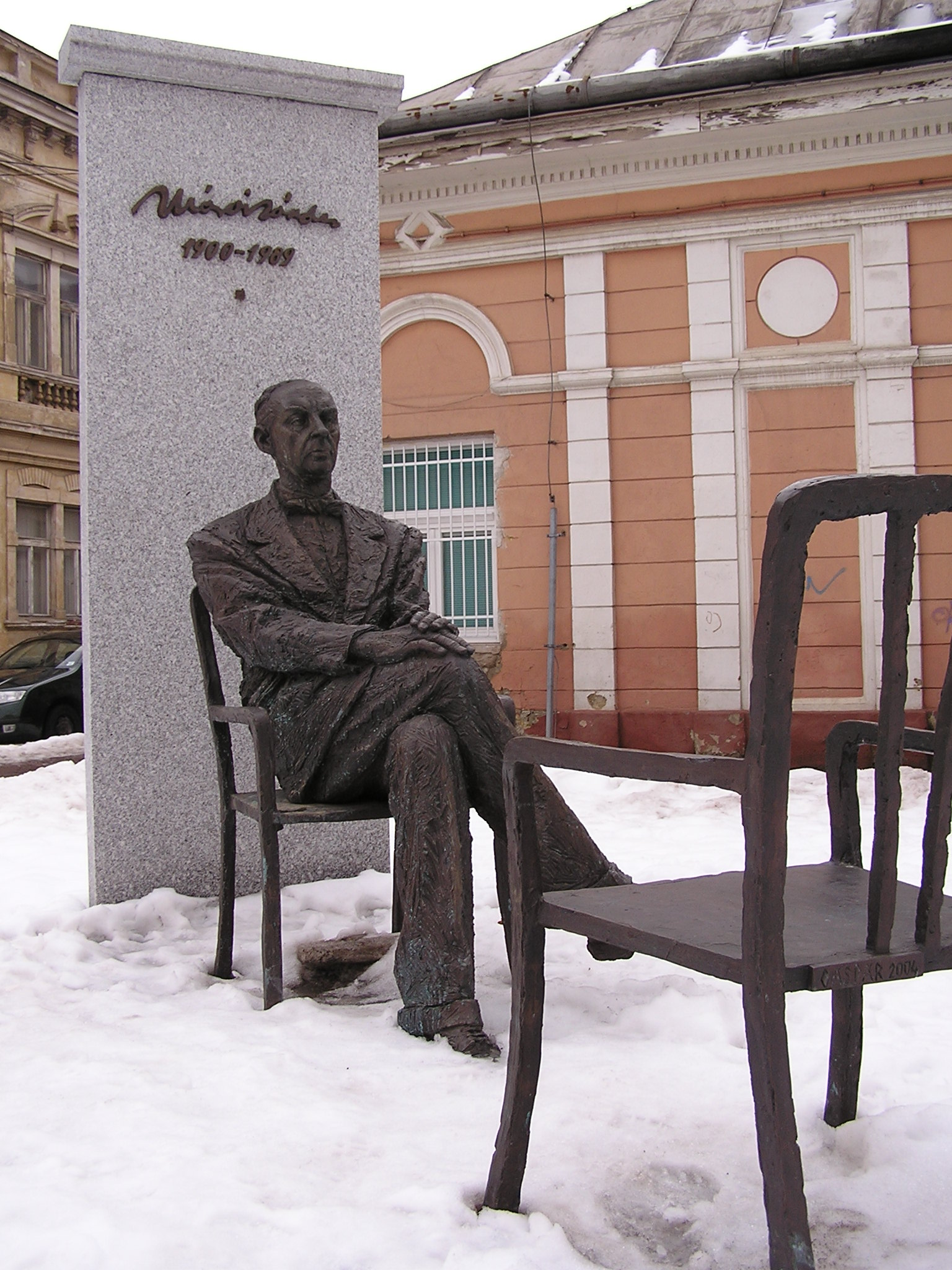
位于科希策的马洛伊塑像
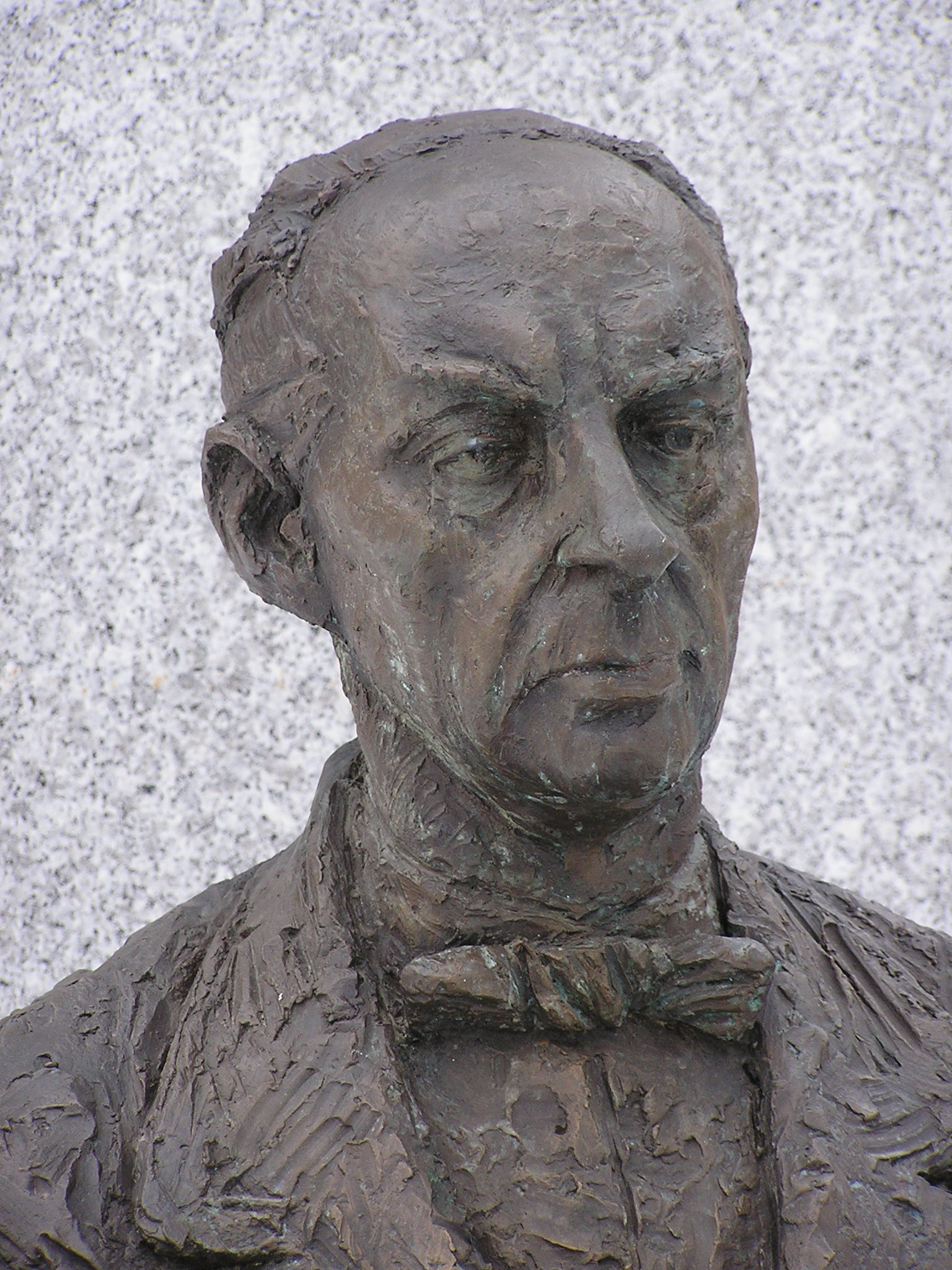
科希策塑像的面部特写
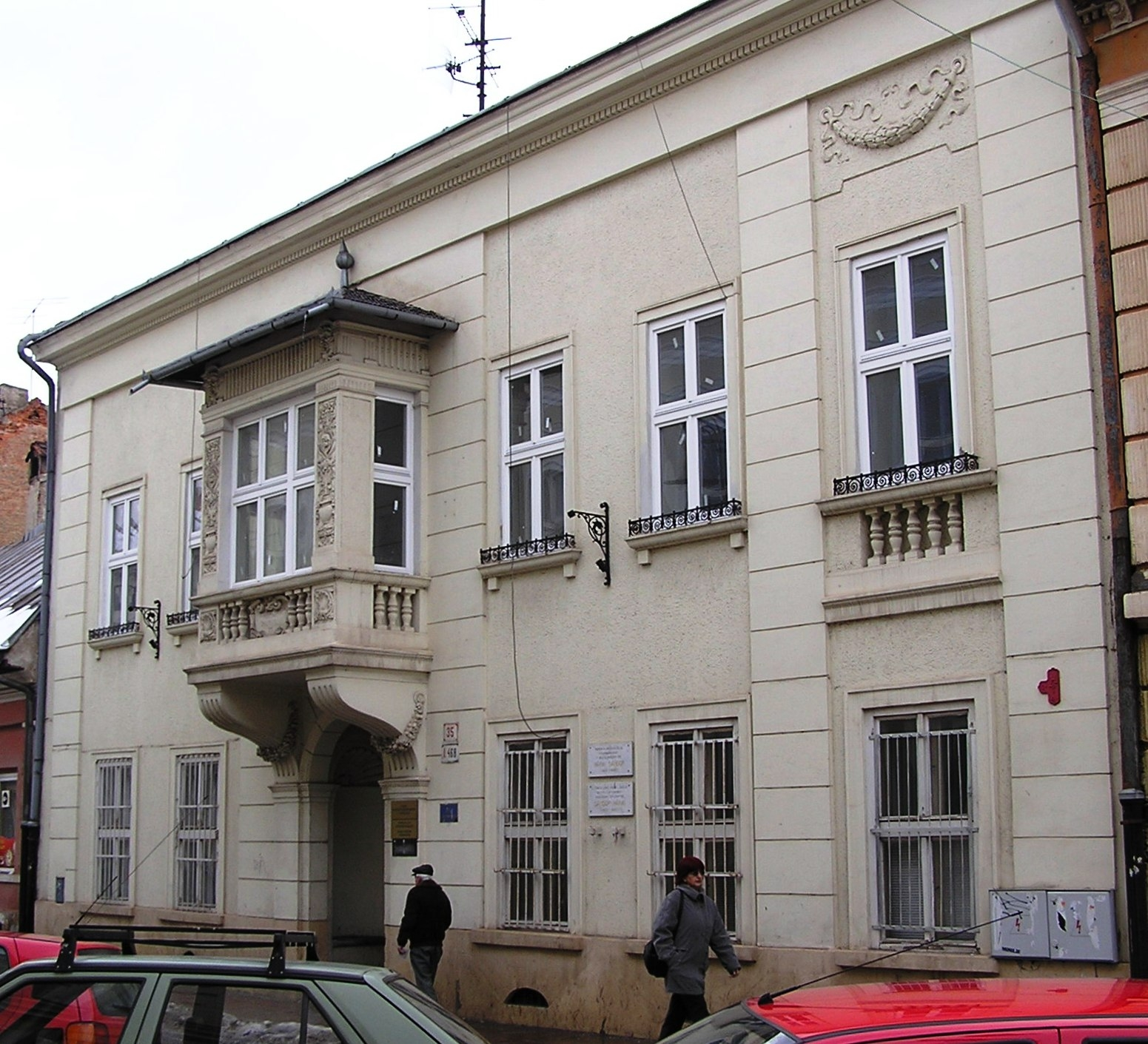
位于科希策马西亚尔斯卡大街的马洛伊故居
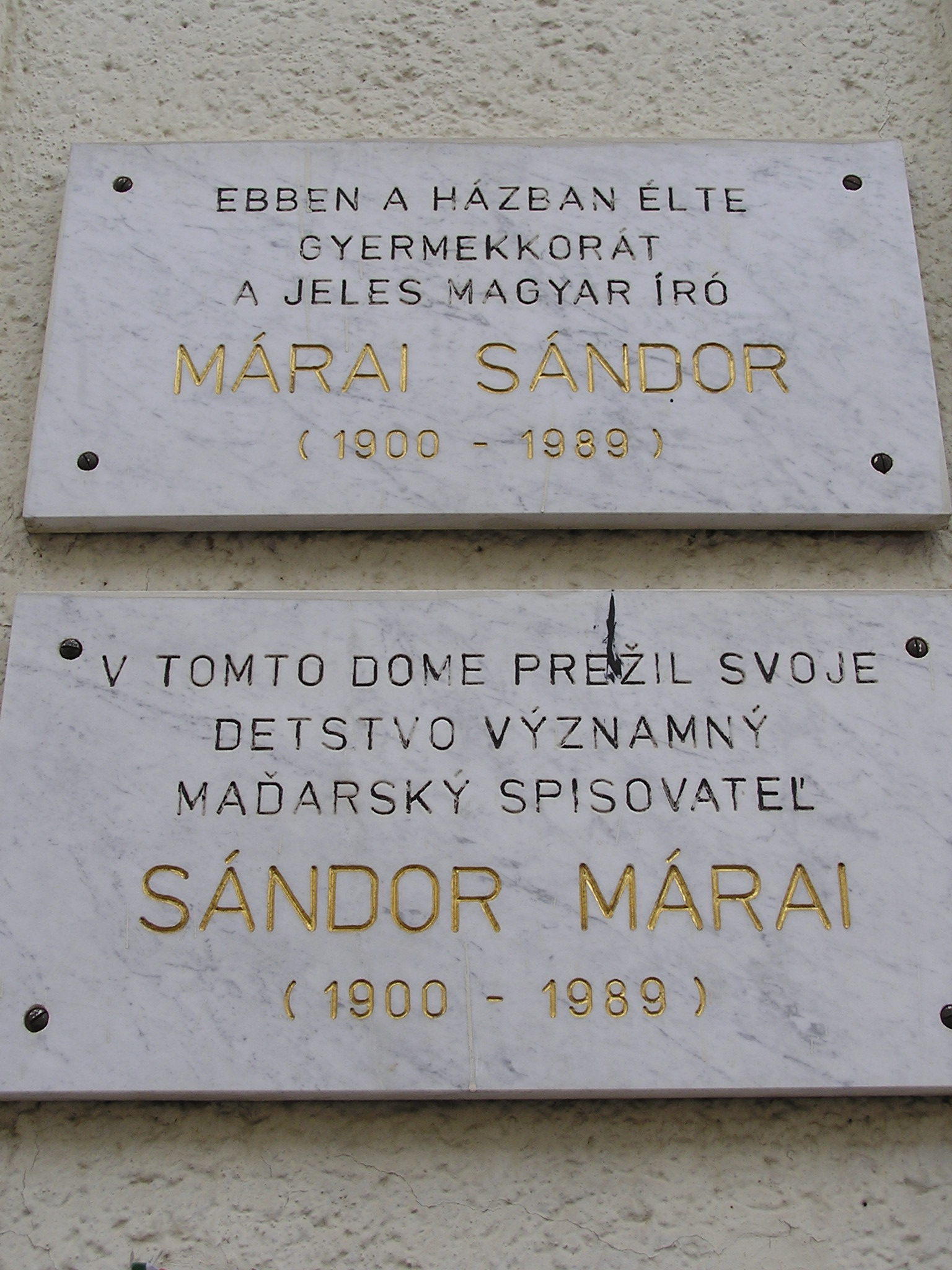
分别以匈牙利语与斯洛伐克语记载的马洛伊纪念牌，位于马洛伊出生地建筑前

## 中译本
- 《餘燼》（ISBN 9789867291882）
- 《偽裝成獨白的愛情》（ISBN 9789862130155）

## 链接
- 《纽约时报》书评：《餘燼》 （页面存档备份，存于）